# Йоун Сігюрдссон
Заголовок цієї статті — це ісландське ім'я, де Йоун — особове ім'я, а Сіґурдссон — ім'я по батькові. 
Йоун Сіґурдссон (ісл. Jón Sigurðsson; 17 червня 1811, мис Пафсейрі, Західна Ісландія — 7 грудня 1879, Копенгаген) — ісландський вчений і державний діяч, президент ісландського літературного товариства, один із лідерів національно-визвольного руху Ісландії.

## Життєпис
Народився в сім'ї пастора. У 1833—1835 роках навчався в Копенгагенському університеті.
З 1840 року Сіґурдссон стояв на чолі руху, який мав на меті відновлення автономії Ісландії та її законодавчих зборів — альтингу; він також був головним діячем ісландського альтингу, запровадженого данським урядом 1845 року як дорадчу установу. 1851 року Сіґурдссона обрали головою альтингу. У 1848 році він висунув тезу про юридичне право Ісландії на повну державну незалежність з відокремленням від Данії. Йоун Сіґурдссон — автор ісландської конституції (1874 рік).
Свої політичні ідеї Сіґурдссон пропагував у заснованій ним газеті «Ny Felagsrit» (1841—1873).
У доробку Йоуна Сіґурдссона — «Diplomatarium islandicum», статистичний огляд Ісландії («Skyrslur um Landshagi»), публікації багатьох документів з давньої історії Ісландії, численні журнальні статті.
Похований у Рейк'явіку.